# Barbade aux Jeux olympiques d'été de 2024
La Barbade participe aux Jeux olympiques de 2024 à Paris. Il s'agit de sa 15e participation à des Jeux olympiques d'été.
Le nageur Jack Kirby (sr) et l'athlète Sada Williams sont nommés porte-drapeau de la délégation barbadienne en juillet 2024. Quatre athlètes dans trois sports composent la délégation.

## Nombre d’athlètes qualifiés par sport
Voici la liste des qualifiés et sélectionnés barbadiens par sport (remplaçants compris) :
| Sport      | Hommes | Femmes | Total |
| ---------- | ------ | ------ | ----- |
| Athlétisme | 0      | 2      | 2     |
| Natation   | 1      | 0      | 0     |
| Triathlon  | 1      | 0      | 1     |
| Total      | 2      | 2      | 4     |

## Résultats

### Athlétisme
| Athlètes            | Épreuve      | Premier tour (ou tour préliminaire) | Premier tour (ou tour préliminaire) | Repêchage (ou premier tour) | Repêchage (ou premier tour) | Demi-finales | Demi-finales | Finale  | Finale  |
| Athlètes            | Épreuve      | Temps                               | Rang                                | Temps                       | Rang                        | Temps        | Rang         | Temps   | Rang    |
| ------------------- | ------------ | ----------------------------------- | ----------------------------------- | --------------------------- | --------------------------- | ------------ | ------------ | ------- | ------- |
| Tristan Evelyn (en) | 100 m femmes | 11 s 55                             | 53e                                 | Non disputé                 | Non disputé                 | Éliminé      | Éliminé      | Éliminé | Éliminé |
| Sada Williams       | 400 m femmes | 50 s 45                             | 3e                                  | Dispensée                   | Dispensée                   | 49 s 89      | 3e           | 49 s 83 | 7e      |

### Natation
| Athlète         | Épreuve          | Séries  | Séries | Demi-finales | Demi-finales | Finale  | Finale  |
| Athlète         | Épreuve          | Temps   | Rang   | Temps        | Rang         | Temps   | Rang    |
| --------------- | ---------------- | ------- | ------ | ------------ | ------------ | ------- | ------- |
| Jack Kirby (sr) | 100 m nage libre | 50 s 42 | 46e    | Éliminé      | Éliminé      | Éliminé | Éliminé |

### Triathlon
| Athlète        | Compétition | Natation (1,5 km) | Transition 1 | Vélo (40 km) | Transition 2 | Course (10 km) | Temps           | Résultat |
| -------------- | ----------- | ----------------- | ------------ | ------------ | ------------ | -------------- | --------------- | -------- |
| Matthew Wright | Hommes      | 22 min 13 s       | 49 s         | 53 min 50 s  | 24 s         | 32 min 2 s     | 1 h 49 min 18 s | 34e      |